# Cusick
Cusick (szalisul čmq̓ʷoqnú) az Amerikai Egyesült Államok északnyugati részén, Washington állam Pend Oreille megyéjében elhelyezkedő város. A 2010. évi népszámlálási adatok alapján 207 lakosa van.
A település mai területén korábban a Pend d’Oreille törzs körülbelül ezer tagja élt. Cusickot 1902-ben alapította Joseph W. Cusick, városi rangot pedig 1927. március 15-én kapott. A város utolsó marsalljainak egyike Kevin Derrick.

## Éghajlat
| Hónap                         | Jan.  | Feb.  | Már.  | Ápr.  | Máj. | Jún. | Júl. | Aug. | Szep. | Okt.  | Nov.  | Dec.  | Év    |
| ----------------------------- | ----- | ----- | ----- | ----- | ---- | ---- | ---- | ---- | ----- | ----- | ----- | ----- | ----- |
| Rekord max. hőmérséklet (°C)  | 13,3  | 16,1  | 23,9  | 33,9  | 35,6 | 38,9 | 41,7 | 41,1 | 36,7  | 28,9  | 17,8  | 15,6  | 41,7  |
| Átlagos max. hőmérséklet (°C) | 0,6   | 2,8   | 8,9   | 13,9  | 19,4 | 23,3 | 28,3 | 27,8 | 22,2  | 12,2  | 3,9   | −1,1  | 13,6  |
| Átlagos min. hőmérséklet (°C) | −6,1  | −6,1  | −2,8  | 0,0   | 4,4  | 7,8  | 9,4  | 8,3  | 4,4   | 0,0   | −2,8  | −6,7  | 0,9   |
| Rekord min. hőmérséklet (°C)  | −40,6 | −39,4 | −25,6 | −33,9 | −8,3 | −3,9 | −2,8 | −3,9 | −11,7 | −18,3 | −25,6 | −38,3 | −40,6 |
| Átl. csapadékmennyiség (mm)   | 74    | 56    | 60    | 55    | 58   | 54   | 30   | 24   | 30    | 54    | 89    | 100   | 684   |
| Forrás: The Weather Channel   |       |       |       |       |      |      |      |      |       |       |       |       |       |

## Népesség
A 2010-es népszámláláskor a városnak 207 lakója, 86 háztartása és 56 családja volt. A népsűrűség 158 fő/km2. A lakóegységek száma 101, sűrűségük 77,1 db/km2. A lakosok 73,4%-a fehér, 2,4%-a afroamerikai, 19,8%-a indián,   1,4%-a egyéb, 2,9%-a pedig kettő vagy több etnikumú. A spanyol vagy latino származásúak aránya 3,4% (1% mexikói, 1,4% Puerto Ricó-i,  1% egyéb spanyol vagy latino származású.)
A háztartások 32,6%-ában élt 18 évnél fiatalabb. 34,9% házas, 22,1% egyedülálló nő, 8,1% egyedülálló férfi, 34,9% pedig nem család. 30,2% egyedül élt; 8,1%-uk 65 éves vagy idősebb. Egy háztartásban átlagosan 2,41 személy élt; a családok átlagmérete 2,96 fő.
A medián életkor 42,8 év volt. A város lakóinak 24,6%-a 18 évesnél fiatalabb, 9,3% 18 és 24 év közötti, 19,8%-uk 25 és 44 év közötti, 33,3%-uk 45 és 64 év közötti, 13%-uk pedig 65 éves vagy idősebb. A lakosok 57,5%-a férfi, 42,5%-a pedig nő.

## Fordítás
Ez a szócikk részben vagy egészben  a   Cusick, Washington című angol Wikipédia-szócikk ezen változatának fordításán alapul.  Az eredeti cikk szerkesztőit annak laptörténete sorolja fel. Ez a jelzés csupán a megfogalmazás eredetét és a szerzői jogokat jelzi, nem szolgál a cikkben szereplő információk forrásmegjelöléseként.}